# Gull-Þóris saga
Die Gull-Þóris saga („Saga von Gold-Thorir“), auch Þorskfirðinga saga („Saga von den Bewohnern des Thorskafjords“) genannt, ist eine Isländersaga aus dem 14. Jahrhundert.

## Geschichte
Die Saga ist überliefert in der Handschrift AM 561,4°. Sie ist eine Bearbeitung einer verlorenen Fassung aus dem 13. Jahrhundert. Die älteste Überlieferung der Landnámabók, die Sturlubók des Sturla Þórðarson, erwähnt die Gull-Þóris saga, sowie die Hálfdanar saga Eysteinssonar. Die Saga ist nur lückenhaft überliefert, die Kapitel 11, 12 fehlen in allen Handschriften.
Von der Form, vom Stil und vom Stoff her weist die Saga deutlich erkennbare Verbindungen zu den mythischen Märchensagas und den fiktionalen Vorzeitsagas auf und gibt daher nicht die klare Prosa der Isländersaga wieder.
Die erste Edition dieser Saga fertigte der deutsche Rechtshistoriker Konrad Maurer während eines Aufenthalts in Kopenhagen im Jahr 1857 an (erschienen 1858, siehe unter Literatur).

## Handlung
Die Handlung beginnt im westisländischen Siedlermilieu. Eine Gruppe von neun Söhnen der Siedler schließt sich zu einer Schwurbruderschaft, beziehungsweise einer Blutsbruderschaft zusammen, um als Wikinger auf Beutefahrt nach Norwegen in See zu stechen. Die Führung übernimmt der Saga namengebende Þorir, die Titelfigur. In Norwegen angelangt brechen sie einen Grabhügel auf in der Hoffnung auf Massen von Schätzen. Der Bewohner des Hügels, ein Troll, Agnarr mit Namen, der noch merkwürdiger der Onkel Þorirs ist, verhindert den Raub. Er beschwichtigt den vom Furor der Raubfahrt beseelten Neffen samt Mannen mit kostbaren und magisch wirkenden Geschenken. Dank dieser magischen Gaben kann Þorir, auch durch seinen heldischen Mut, den Hort eines Drachen für sich und die Seinen gewinnen. Genug der Abenteuer und Beute segeln sie heim nach Island, dort wird Þorir durch seine Habgier dann in zahlreiche Fehden verwickelt.